# Морино
Морино (італ. Morino) — муніципалітет в Італії, у регіоні Абруццо,  провінція Л'Аквіла.
Морино розташоване на відстані близько 85 км на схід від Рима, 60 км на південь від Л'Акуїли.
Населення — 1475 осіб (2014).

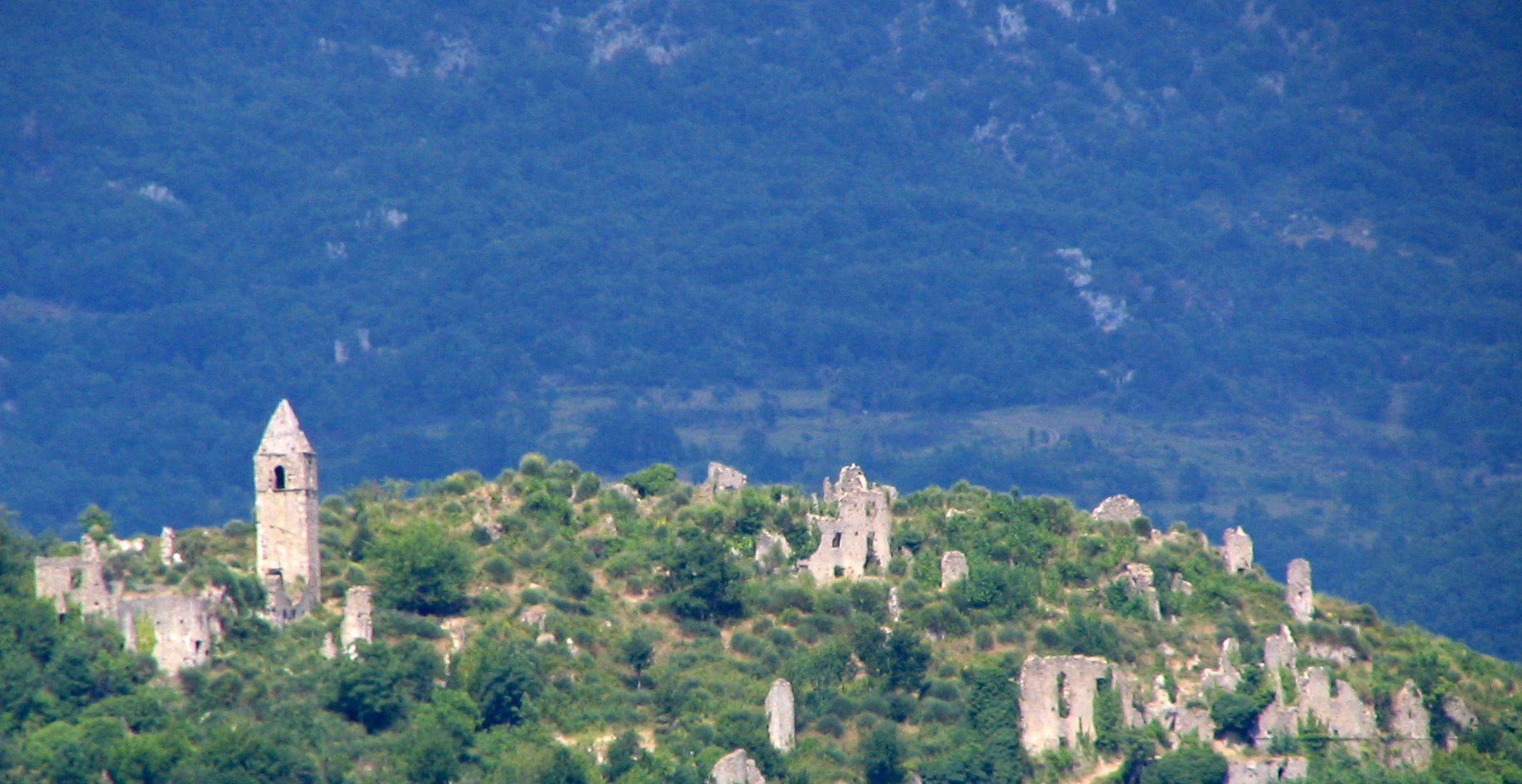

Щорічний фестиваль відбувається 8 вересня. 

## Демографія
Населення за роками:

Станом на 1 січня 2023 року в муніципалітеті офіційно проживало 27 іноземців з 9 країн, серед них 17 громадян країн Євросоюзу та 3 громадяни України.

## Сусідні муніципалітети
- Алатрі
- Чивіта-д'Антіно
- Чивітелла-Ровето
- Філеттіно
- Гуарчино
- Сан-Вінченцо-Валле-Ровето
- Веролі
- Віко-нель-Лаціо